# Гулбене округ
Гулбене округ (лет. Gulbenes rajons, рус. Гулбенский район) је округ у републици Летонији, у њеном северном делу. Управно средиште округа је истоимени градић Гулбене. Округ припада историјској покрајини Видземе.

Гулбене округ је унутаркопнени округ у Летонији. На северу се округ граничи са округом Алуксне, на истоку са округом Балви, на југу са округом Мадона, на западу са округом Цесис и на северозападу са округом Валка.

## Градови
- Гулбене
- Јаунпијебалга